# Hueste señorial
La hueste señorial era la hueste dirigida por un señor feudal según las leyes del derecho feudal. Desde el siglo XII hasta el siglo XV, la hueste señorial estaba formada por el mismo señor feudal (prácticamente siempre un barón) y sus mesnadas.
La mesnada estaba formada por los caballeros y señores menores del feudo. Si la campaña era inferior a un día recibía el nombre de cabalgada y se solía convocar tan solo a los caballeros proveídos de sus caballos; si en cambio la campaña duraba más tiempo la hueste también la formaban por siervos y el señor tenía la obligación de agasajarlos con víveres y de liberar al vasallo si caía prisionero. En caso de caer muerto no tenía obligación de indemnizar a la familia.